# にいつフードセンター
にいつフードセンターとは、新潟県新潟市秋葉区（旧新津市）に本社を置いた株式会社にいつフードが運営するスーパーマーケットである。かつては株式会社カワマツであったが、リオン・ドールコーポレーション傘下入り後、改称した。（後述）

## 概要
1910年（明治43年）創業、1962年（昭和37年）4月ににいつフードセンターを設立、同年に新津市本町（現新潟市秋葉区新津本町）にスーパーマーケット一号店である三の町店を開店させた。秋葉区、南区、加茂市、五泉市など県内計7店舗（2023年11月現在）を運営している。同社ではこのほか、とくし丸と提携した移動スーパーも展開している。

## 沿革
- 1910年（明治43年） - 創業
- 1962年（昭和37年）4月 - にいつフードセンター設立[4]。
- 1965年（昭和40年） - 本部配送センター設立
- 1985年（昭和60年） - 関連会社、有限会社川松食品設立
- 1991年（平成3年） - 本部新社屋完成
- 1994年（平成6年） - 本部社屋を拡張（配送部併設）
- 1994年（平成6年） - 合資会社川松商店と合併、社名を株式会社カワマツとする[4]。
- 2022年（令和4年） - リオン・ドールコーポレーションとの資本提携を発表。リオン・ドールの傘下となる[5]が、「にいつフードセンター」の名称は変わらない予定である[6]。株式会社K[7]へ介護事業を分割。
- 2023年（令和5年） - 株式会社カワマツから株式会社にいつフードへ社名変更。本社所在地を新潟県新潟市秋葉区新津山谷南4537番地から福島県会津若松市へ移転。

## 店舗

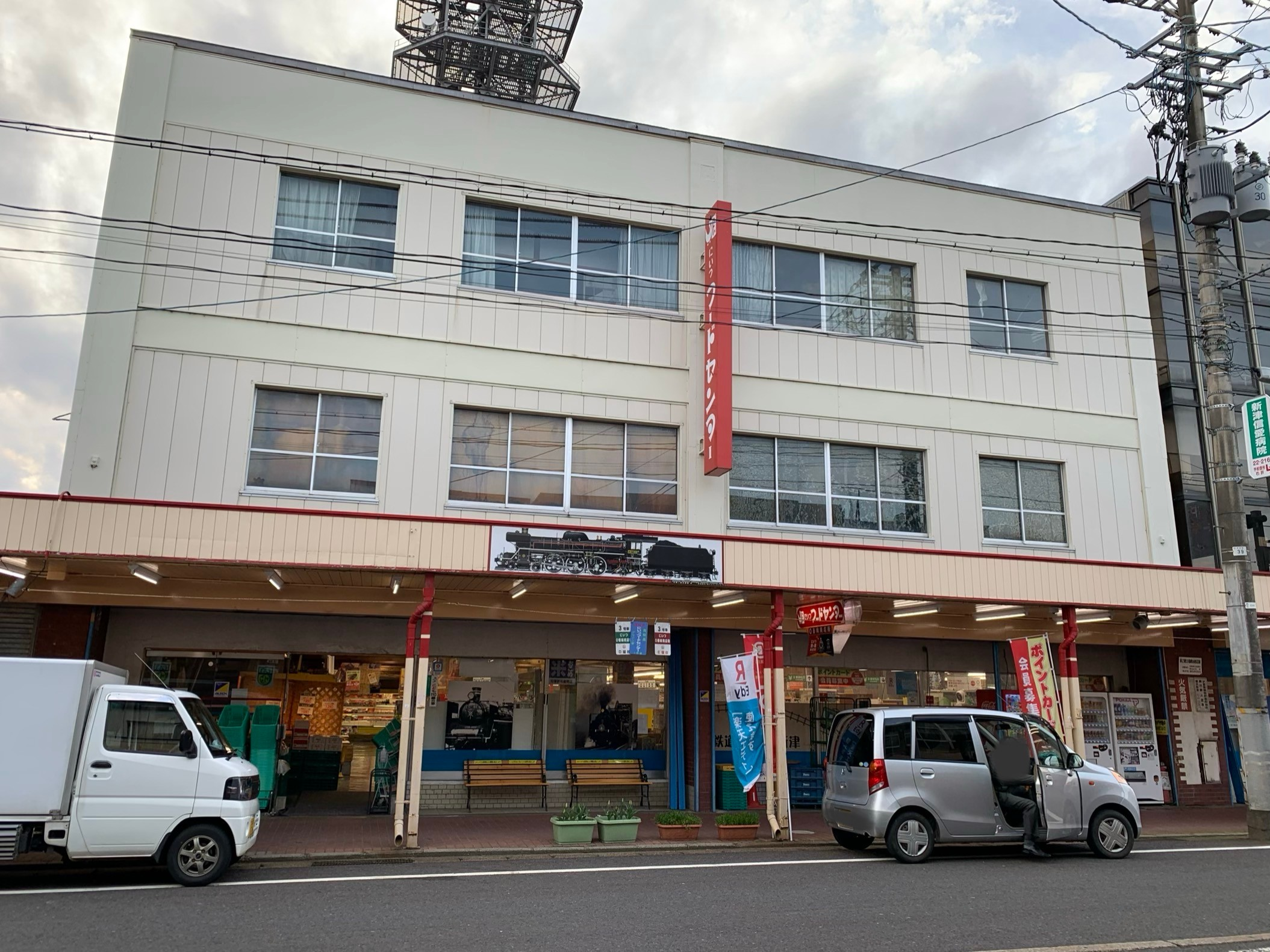
三の町店
  - 新潟市秋葉区新津本町3-2-19

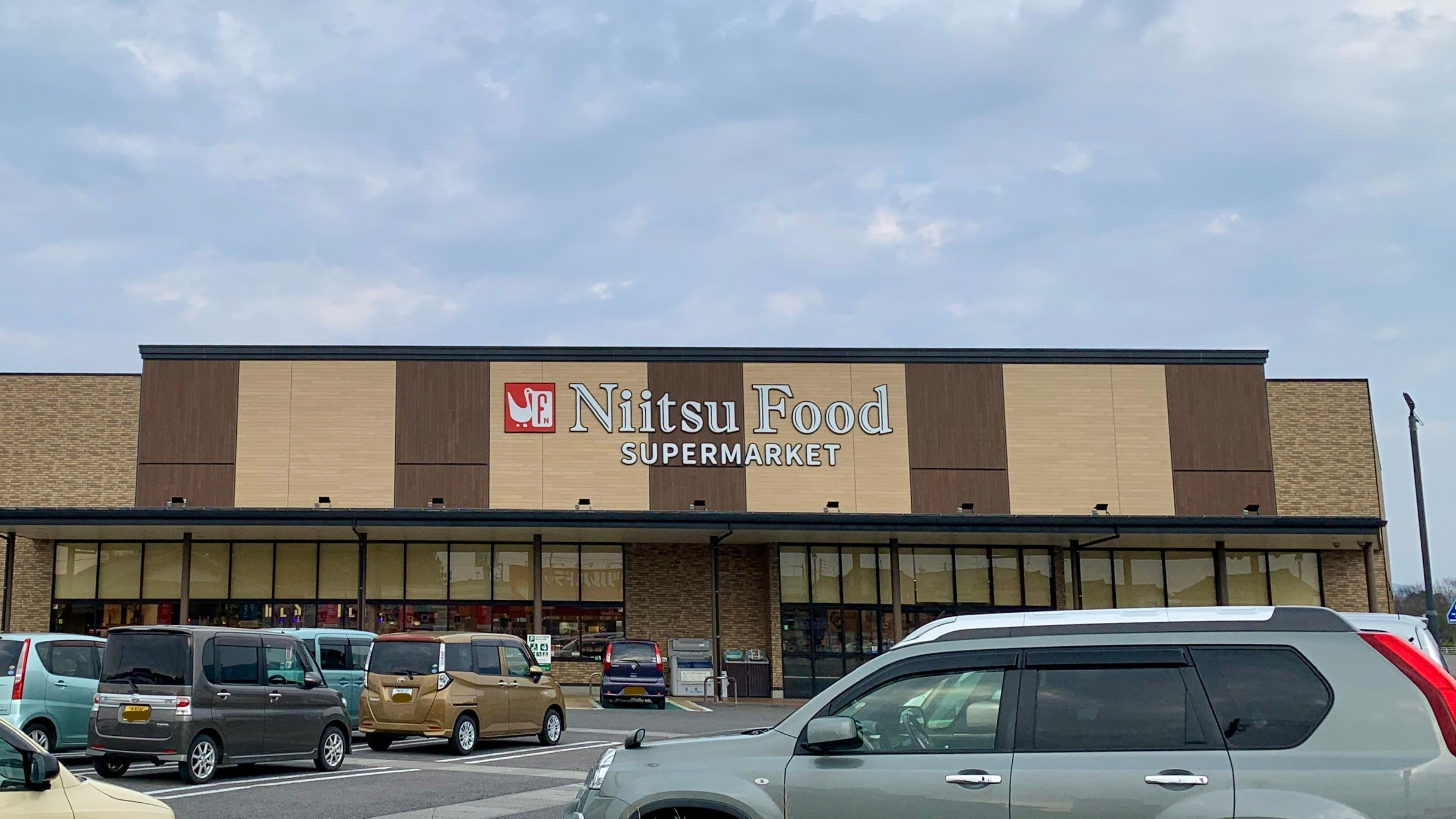
にいつフードセンター五泉店

  - 新津の商店街に立地する1号店であったが、2020年4月末をもって閉店[8]。
- 小須戸店
  - 新潟市秋葉区小須戸108番地
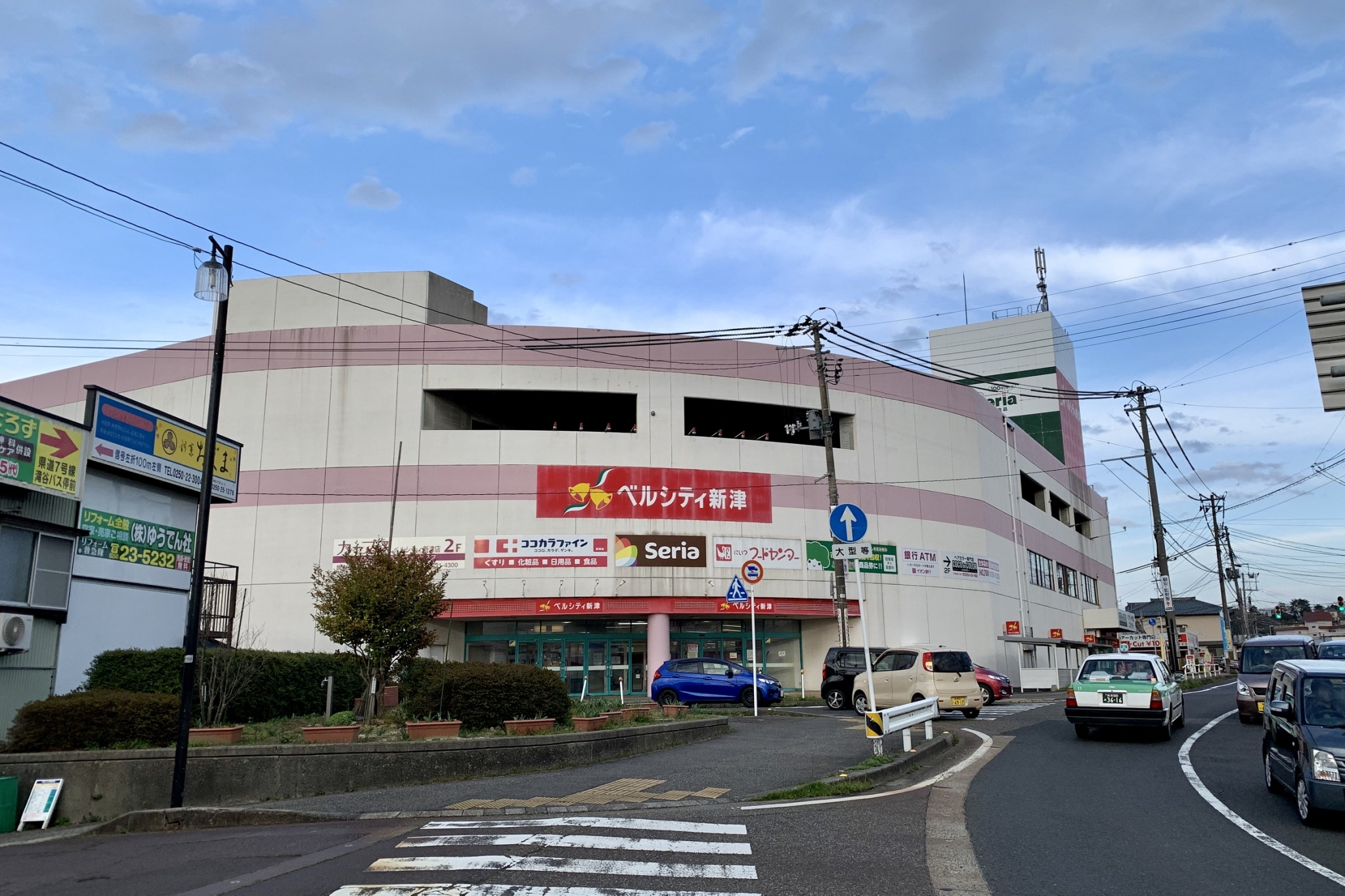
ベルシティ店
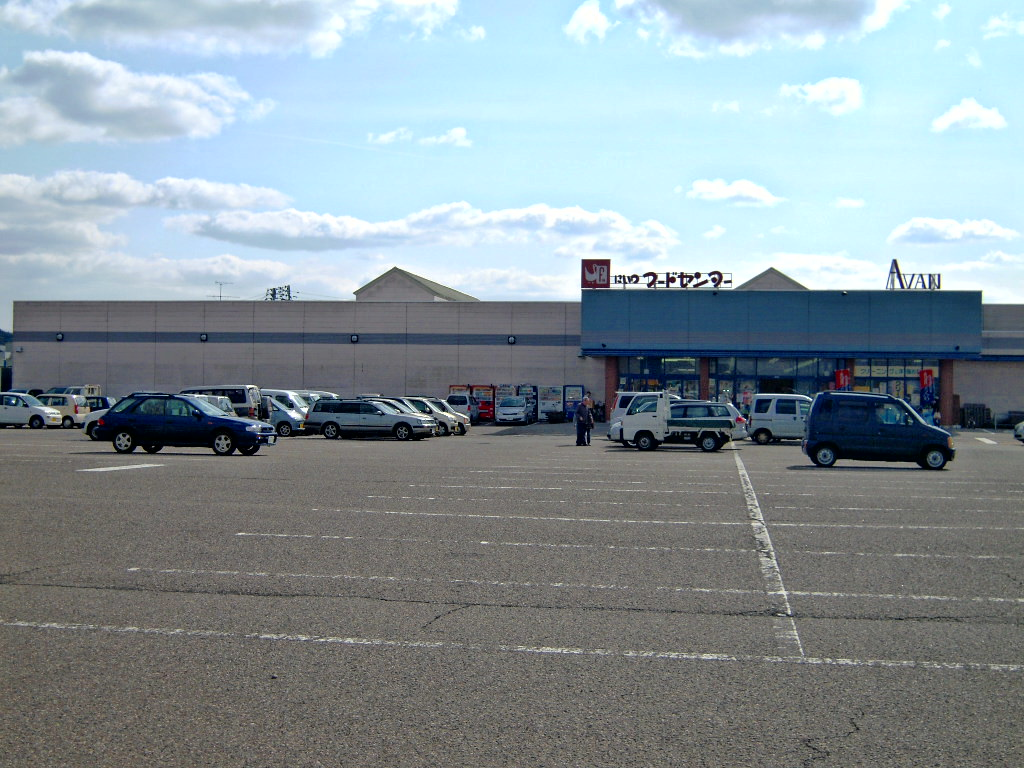
加茂店
  - 新潟市秋葉区新津本町4-16-17 ベルシティ新津1階（旧長崎屋新津店）
  - 長崎屋新津店が開店した1984年に「長崎屋店」として開業し、2009年に「ベルシティ店」に改称した[9]。2023年10月31日で閉店[10]。ベルシティ新津も同日付で閉店[11]。
- パルス店
  - 新潟市秋葉区新津山谷南4558番地7
- 荻川店
  - 新潟市秋葉区田島107番地1
- 白根店
  - 新潟市南区七軒前176番地1
- 加茂店
  - 加茂市大字加茂字馬寄2625番地
- 加茂五番町店
  - 加茂市五番町1-1

- 三の町店
- ベルシティ新津
- 加茂店